# Upsala Nya Tidning
Upsala Nya Tidning, UNT (Nowa Gazeta Uppsali) – miejscowy dziennik, który ukazuje się w szwedzkim mieście uniwersyteckim Uppsala. Gazeta, o nakładzie około 60 000 egzemplarzy (2003), ma głównie charakter regionalny, choć komentarze redakcyjne poświęcone są także sprawom ogólnokrajowym czy międzynarodowym. Redakcja, zgodnie z podawanymi przez siebie informacjami, zajmuje pozycję "niezależnie liberalną".